# Agenville
Ne doit pas être confondu avec Agenvillers ou Genvillers.
Agenville est une commune française située dans le département de la Somme en région Hauts-de-France.

## Géographie

### Localisation
Agenville est un village picard du Ponthieu.
À vol d'oiseau, la localité est située à 6 km au nord de Bernaville, 8 km au sud d'Auxi-le-Château, 17 km à l'ouest de Doullens, 21 km au nord-est d'Abbeville, 33 km au nord d'Amiens et à 50 km au sud-ouest d'Arras.
Le territoire de la commune est limitrophe de ceux de cinq communes.
Les communes limitrophes sont  Bernâtre, Domléger-Longvillers, Maizicourt, Montigny-les-Jongleurs et Prouville.

### Géologie, relief et hydrographie
Le sol est en majeure partie argileux, facile à travailler. Cependant, dans la partie plus accidentée, des cailloux se mêlent à la terre cultivable et forment une sorte de « tuf ». Cette consistance rend le travail plus difficile, en tout temps, d'un sol plutôt fertile en blé,.
Vers le nord, le territoire communal est majoritairement plat. Des vallons prononcés surtout au nord-est animent la plaine, avec des « rideaux » peu élevés. Au point culminant, on aperçoit l'Authie à 10 km.
La commune ne comporte ni source ni cours d'eau. L'eau des puits se trouve à environ 30 mètres de profondeur.

### Hydrographie
La commune est située dans le bassin Artois-Picardie. Elle n'est drainée par aucun cours d'eau.

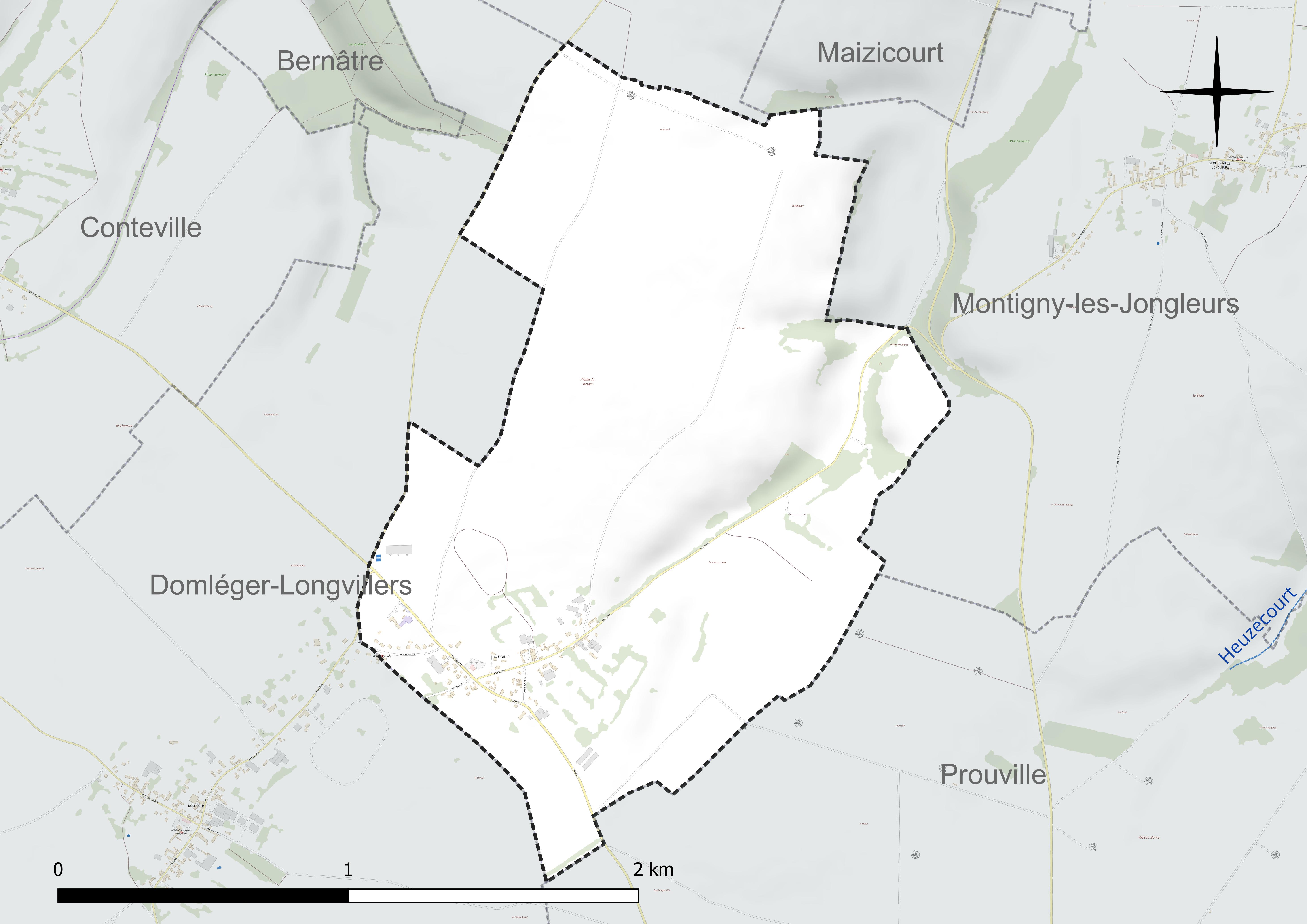
Réseau hydrographique d'Agenville.

### Climat
Pour des articles plus généraux, voir Climat des Hauts-de-France et Climat de la Somme.
En 2010, le climat de la commune est de type climat des marges montargnardes, selon une étude du CNRS s'appuyant sur une série de données couvrant la période 1971-2000. En 2020, Météo-France publie une typologie des climats de la France métropolitaine dans laquelle la commune est exposée à un climat océanique et est dans la région climatique Côtes de la Manche orientale, caractérisée par un faible ensoleillement (1 550 h/an) ; forte humidité de l'air (plus de 20 h/jour avec humidité relative > 80 % en hiver), vents forts fréquents.
Pour la période 1971-2000, la température annuelle moyenne est de 10,2 °C, avec une amplitude thermique annuelle de 13,8 °C. Le cumul annuel moyen de précipitations est de 859 mm, avec 12,8 jours de précipitations en janvier et 9,3 jours en juillet. Pour la période 1991-2020, la température moyenne annuelle observée sur la station météorologique la plus proche, située sur la commune de Bernaville à 6 km à vol d'oiseau, est de 10,4 °C et le cumul annuel moyen de précipitations est de 877,3 mm,. Pour l'avenir, les paramètres climatiques de la commune estimés pour 2050 selon différents scénarios d'émission de gaz à effet de serre sont consultables sur un site dédié publié par Météo-France en novembre 2022.

## Urbanisme

### Typologie
Au 1er janvier 2024, Agenville est catégorisée commune rurale à habitat dispersé, selon la nouvelle grille communale de densité à sept niveaux définie par l'Insee en 2022.
Elle est située hors unité urbaine et hors attraction des villes,.

### Occupation des sols
L'occupation des sols de la commune, telle qu'elle ressort de la base de données européenne d'occupation biophysique des sols Corine Land Cover (CLC), est marquée par l'importance des territoires agricoles (89,5 % en 2018), une proportion identique à celle de 1990 (89,5 %). La répartition détaillée en 2018 est la suivante : 
terres arables (72,7 %), prairies (9,6 %), zones agricoles hétérogènes (7,2 %), zones urbanisées (6,9 %), forêts (3,6 %). L'évolution de l'occupation des sols de la commune et de ses infrastructures peut être observée sur les différentes représentations cartographiques du territoire : la carte de Cassini (XVIIIe siècle), la carte d'état-major (1820-1866) et les cartes ou photos aériennes de l'IGN pour la période actuelle (1950 à aujourd'hui).

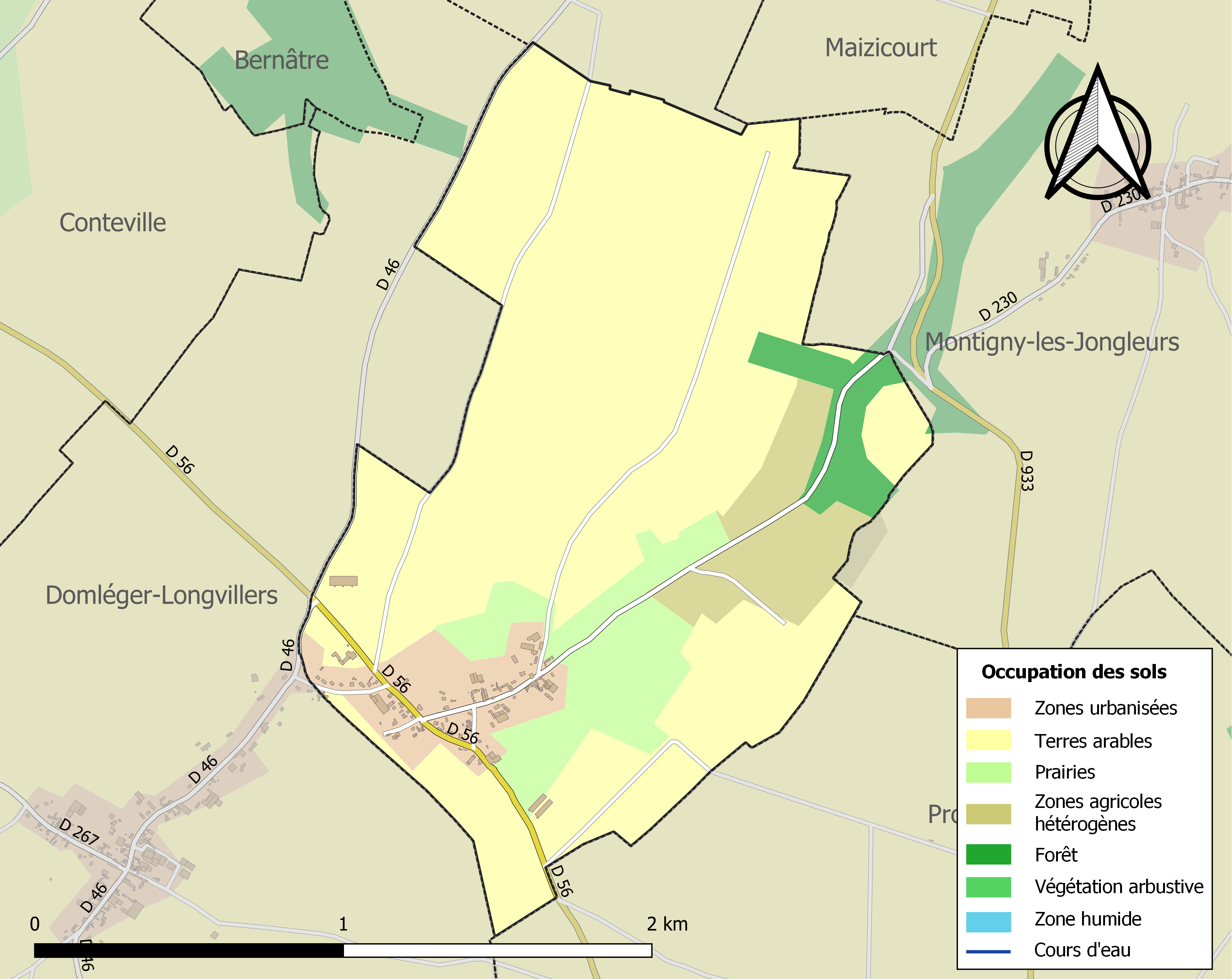
Carte des infrastructures et de l'occupation des sols de la commune en 2018 (CLC).

### Voies de communication et transports
La localité est desservie par la ligne d'autocars no 26 (Doullens - Bernaville - Abbeville)  et la ligne no 57 (Cramont - Bernaville - Amiens) du réseau inter-urbain Trans'80 qui permettent les déplacements vers Abbeville et Amiens.

## Toponymie
On trouve Aisenvilla en 1143, Asenvilla fin du XIIe siècle, Aisenville, Assenville en 1372, Genville et Agenville.
Agenville dériverait de l'anthroponyme latin Assenius ou germanique Aizo.
Très ressemblants, Genville, Genvillers et Agenvillers sont également des noms d'autres lieux du département de la Somme.
Ginville en picard.

## Histoire
- Les incursions anglaises consécutives à la guerre de Cent Ans et la bataille de Crécy ont détruit une grande partie du village. Des souterrains qui ont servi de refuge attestent des dommages subis à cette époque.
- En 1507, Marie de Boubers possédait le village.
- Au début du XVIIIe siècle, Nicolas Antoine de Grouches, marquis de Chepy, tenait le fief Hamel-Bellenglise, partie du territoire.
- Ancien centre d'un pèlerinage, le prieuré d'Agenville était chargé de collecter les taxes dues au clergé. Il a été morcelé et vendu à la Révolution. L'école est construite sur une des parcelles démembrées à cette époque.
- 95 % du village fut détruit par les bombardements de 1944, justifiés notamment par la présence d'une rampe de lancement de V1.
Agenville fut reconstruit après la guerre.

## Politique et administration

### Liste des maires
| Période                                  | Période       | Identité        | Étiquette | Qualité            |
| ---------------------------------------- | ------------- | --------------- | --------- | ------------------ |
| Les données manquantes sont à compléter. |               |                 |           |                    |
| 1912                                     | 1944          | Odon Samier     |           |                    |
| 1944                                     | 1982          | Georges Fayet   |           |                    |
| 1982                                     | 1985          | Guy Tiset       |           |                    |
| 1985                                     | 1995          | André Laigle    |           |                    |
| 1995                                     | décembre 2021 | Dany Petit      |           | Retraité Démission |
| février 2022                             | En cours      | Ludivine Lefort |           |                    |

## Population et société

### Démographie
L'évolution du nombre d'habitants est connue à travers les recensements de la population effectués dans la commune depuis 1793. Pour les communes de moins de 10 000 habitants, une enquête de recensement portant sur toute la population est réalisée tous les cinq ans, les populations de référence des années intermédiaires étant quant à elles estimées par interpolation ou extrapolation. Pour la commune, le premier recensement exhaustif entrant dans le cadre du nouveau dispositif a été réalisé en 2007.

En 2022, la commune comptait 82 habitants, en évolution de −13,68 % par rapport à 2016 (Somme : −1,26 %, France hors Mayotte : +2,11 %).
| 1793 | 1800 | 1806 | 1821 | 1831 | 1836 | 1841 | 1846 | 1851 |
| ---- | ---- | ---- | ---- | ---- | ---- | ---- | ---- | ---- |
| 244  | 186  | 188  | 244  | 240  | 256  | 226  | 225  | 217  |

| 1856 | 1861 | 1866 | 1872 | 1876 | 1881 | 1886 | 1891 | 1896 |
| ---- | ---- | ---- | ---- | ---- | ---- | ---- | ---- | ---- |
| 219  | 215  | 226  | 229  | 219  | 211  | 205  | 176  | 163  |

| 1901 | 1906 | 1911 | 1921 | 1926 | 1931 | 1936 | 1946 | 1954 |
| ---- | ---- | ---- | ---- | ---- | ---- | ---- | ---- | ---- |
| 141  | 132  | 122  | 124  | 106  | 105  | 105  | 81   | 104  |

| 1962 | 1968 | 1975 | 1982 | 1990 | 1999 | 2006 | 2007 | 2012 |
| ---- | ---- | ---- | ---- | ---- | ---- | ---- | ---- | ---- |
| 107  | 103  | 95   | 89   | 84   | 91   | 105  | 107  | 107  |

| 2017 | 2022 | - | - | - | - | - | - | - |
| ---- | ---- | - | - | - | - | - | - | - |
| 91   | 82   | - | - | - | - | - | - | - |

### Enseignement
L'école maternelle et élémentaire publique la Plaine-du-Moulin accueille les élèves du secteur. Elle est située en zone B, dans l'académie d'Amiens et scolarise 115 élèves pour l'année scolaire 2016-2017.
La scolarité primaire relève de la communauté de communes.

## Économie
L'activité agricole a de tout temps dominé dans le village. En 2000, le recensement agricole mentionne quatre exploitations.

## Culture locale et patrimoine

### Lieux et monuments
- Église Saint-Sauveur[31]. Elle a été entièrement reconstruite après les bombardements de la Seconde Guerre mondiale.
- Absence de monument aux morts. Les soldats sont tous rentrés des deux guerres.

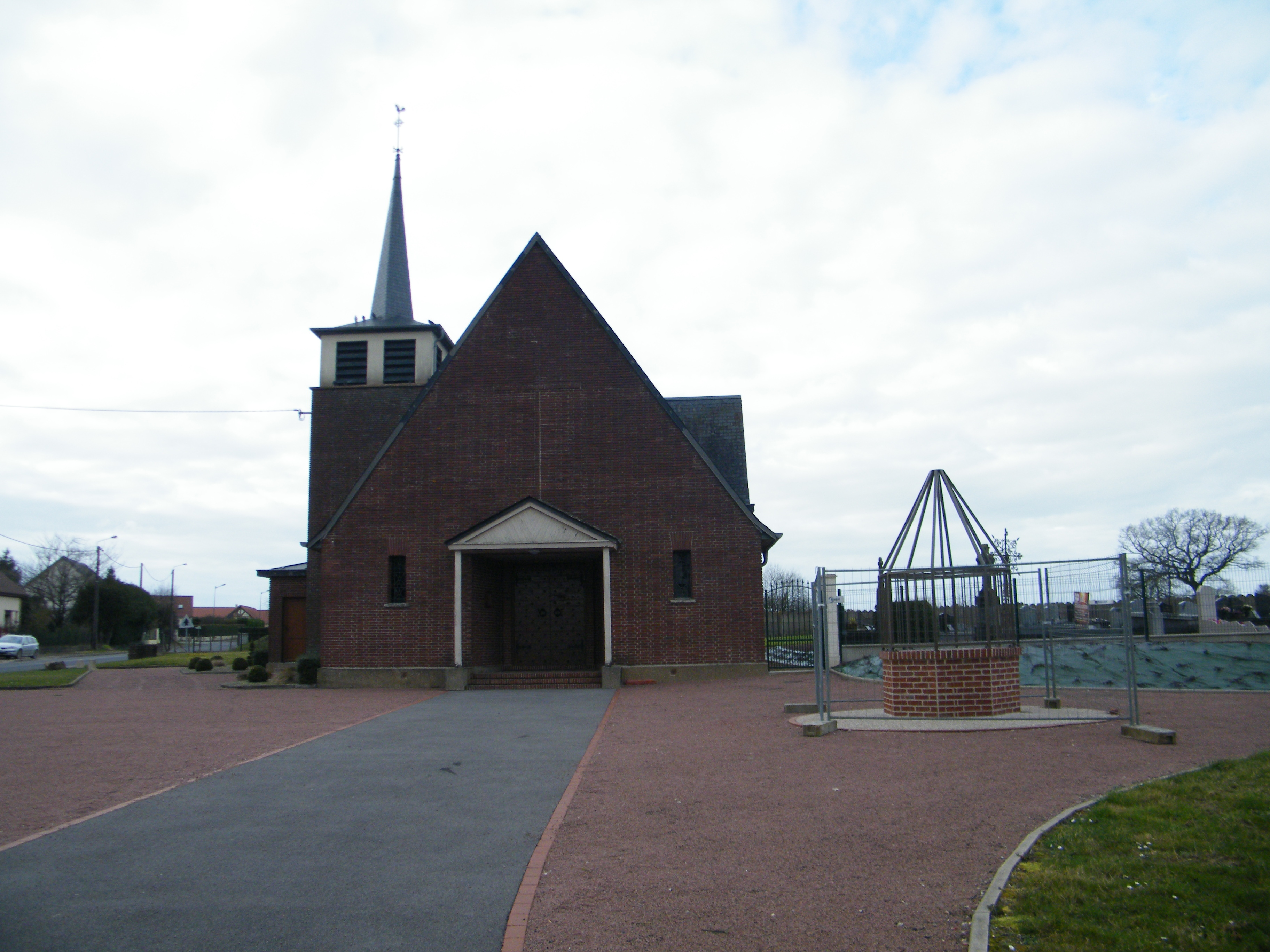
Église Saint-Sauveur.
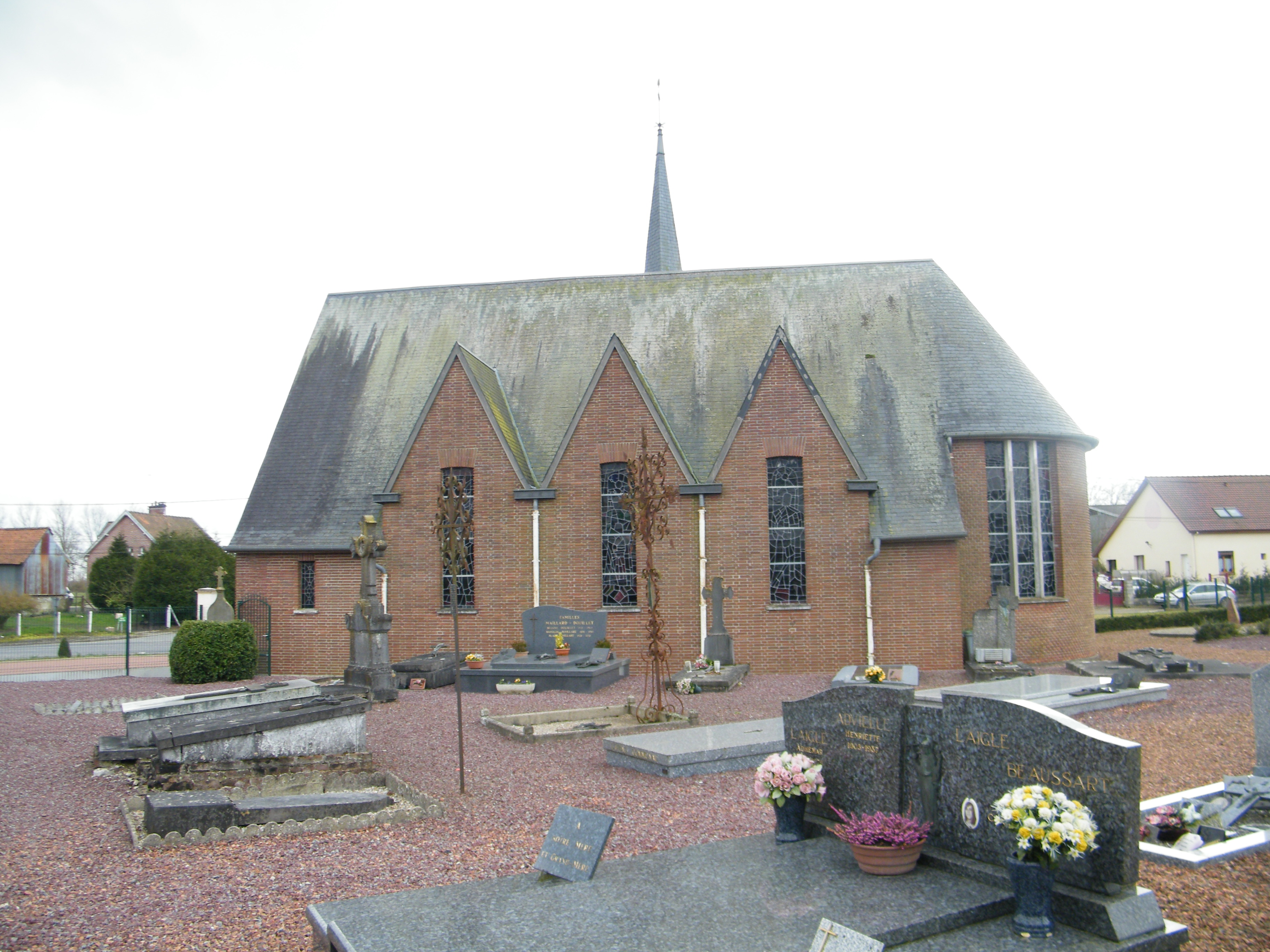
Église Saint-Sauveur.
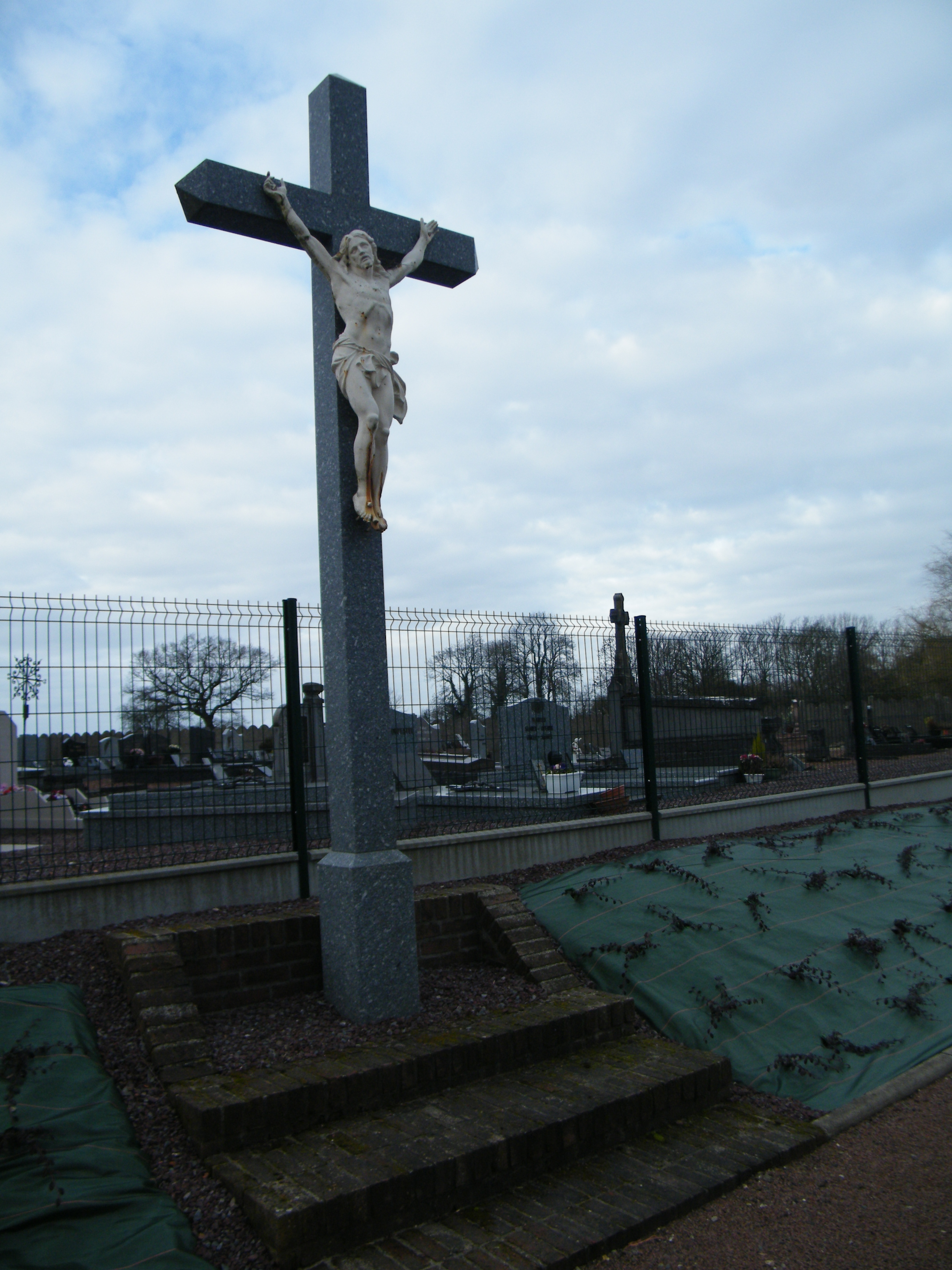
Calvaire près du cimetière.

## Pour approfondir